# Kanetoshi Kataishi
Kanetoshi Kataishi (jap. 片石 兼敏, Kataishi Kanetoshi; * um 1930) ist ein japanischer Badmintonspieler.

## Karriere
Kanetoshi Kataishi war 1954 erstmals bei den nationalen Titelkämpfen in Japan erfolgreich, wobei er die Herrendoppelkonkurrenz gemeinsam mit Masanori Kato gewinnen konnte. 1955 und 1956 siegte er erneut in dieser Disziplin, jedoch jeweils mit neuen Partnern an seiner Seite. 1955 gewann er ebenfalls das Herreneinzel.

## Sportliche Erfolge
| Saison | Veranstaltung                | Disziplin    | Platz | Name                               |
| ------ | ---------------------------- | ------------ | ----- | ---------------------------------- |
| 1954   | Japan: Einzelmeisterschaften | Herrendoppel | 1     | Kanetoshi Kataishi / Masanori Kato |
| 1955   | Japan: Einzelmeisterschaften | Herreneinzel | 1     | Kanetoshi Kataishi                 |
| 1955   | Japan: Einzelmeisterschaften | Herrendoppel | 1     | Kanetoshi Kataishi / Masanori Katō |
| 1956   | Japan: Einzelmeisterschaften | Herrendoppel | 1     | Kanetoshi Kataishi / Eiichi Nagai  |